# Маяцька волость
Маяцька волость — адміністративно-територіальна одиниця Кобеляцького повіту Полтавської губернії з центром у містечку Маячка.
Найбільші поселення волості станом на 1887 рік:  
- Маячка містечко (3940 жителів),
- Ливенське село (1882),
- Канави хутір (1101),
- Андріївка село (615),
- Михайлівка село (489),
- Губарівка хутір (323),
- Рекунівка (311),
- Миколаївка хутір (298),
- Водолагівка хутір (217),
- Савранівка[1][2][3] хутір (Саврано-Водолагівка[4][5]; 159),
- Кумина Балка хутір (96),
- Смоловівка хутір (68),
- Пустош-Семенівська хутір (38).

Старшинами волості були:
- 1904 року поселянин Роман Никифорович Котенко[6];
- 1913—1915 року поселянин Омелян Мусійович Євтушенко[7][8].